# Уничтожение исламского культурного наследия Саудовской Аравией
Уничтожение исламского культурного наследия Саудовской Аравией — разрушение объектов культурного наследия раннего Ислама династией Саудитов в соответствии с идеологией вахаббизма, а также, в рамках расширения мечетей Масджид аль-Харам в Мекке и мечети Масджид ан-Набави в Медине.
К 1932 году большая часть Аравийского полуострова была объединена в Королевство Саудовская Аравия, третье государство династии Саудитов. Военная кампания под руководством короля Абдель Азиза ибн Сауда и его бедуинской армии из Неджда завоевала Хиджаз и изгнала оттуда династию Хашимитов.
Традиционные культурные обычаи и ритуалы в Хиджазе включали праздники в честь Мухаммеда, его семьи и сподвижников, почитание умерших святых, посещение святынь, гробниц и святых мест. В свою очередь, вахаббизм исповедуемый династией Сауд, воспринимал местные религиозные обряды как суеверие, искажение религии или даже ересь. За этим последовало физическое уничтожение инфраструктуры, гробниц, мавзолеев, мечетей и мест, связанных с семьёй и соратниками Мухаммеда.

## История

### XIX век
В 1801 и 1802 годах бедуины под предводительством Абдула Азиза ибн Мухаммада ибн Сауда захватили священные для шиитов города Кербела и Наджаф на территории современного Ирака. Там они вырезали часть шиитского мусульманского населения и разрушили могилу Хусейна ибн Али, внука Мухаммеда. В 1803 и 1804 годах саудовцы захватили Мекку и Медину и разрушили исторические памятники и различные святыни мусульман, включая усыпальницу над могилой Фатимы, дочери Мухаммеда. Также, они намеревались разрушить могилу самого Мухаммеда как идолопоклонство. В 1806 году ваххабитская армия Дирийского эмирата (Первого государства Саудитов) захватила Медину и сровняла с землёй многие постройки на кладбище Аль-Баки, где покоятся останки большинства членов семьи Мухаммеда и его близких соратников.
В Мекке были снесены могилы прямых родственников Мухаммеда, расположенные на кладбище Джаннатул Муалла, в том числе могила его первой жены Хадиджи бинт Хувайлид. Мечети по всему городу также подверглись нападениям. Также, была предпринята попытка снести гробницу Мухаммеда. Широко распространённая громкая критика этого последнего действия со стороны мусульманских общин даже в Индии в конечном итоге привела к отказу от любых попыток уничтожения гробницы. Во время османско-саудовской войны Саудиты отступили из Хиджаза обратно в восточные районы полуострова. Турецкие войска восстановили контроль над регионом. Впоследствии османские власти провели обширную реконструкцию священных мест между 1848 и 1860 годами.

### XX век
В 1920-х Саудиты разгромили королевство Хиджаз и получили вновь контроль над Меккой и Мединой. 21 апреля 1925 мавзолеи и купола кладбища Аль-Баки в Медине были снова сровнены с землёй как и указатели точного местонахождения мест упокоения членов семьи и потомков Мухаммеда.
«Касида аль-Бурда», хвалебная ода XIII века, написанная имамом аль-Бусири в честь Мухаммеда и начертанная на его могиле, была закрашена. Среди мест, подвергшихся нападению в это время, были могилы погибших во время битвы при Ухуде, в том числе могила известного Хамзы ибн Абд аль-Мутталиба, дяди Мухаммеда, а также, мечеть Фатимы, дочери Мухаммеда, Мечеть аль-Манаратайн, а также Куббат Аль-Танайя, купол, построенный как место захоронения зуба Мухаммеда, который был сломан во время битвы при Ухуде. В Медине за это время были разрушены дом жены Мухаммеда Марии и место рождения их сына Ибрагима, а также прилегающее место захоронения Хамиды аль-Барбарийи, матери Мусы аль-Казима. Это место было заасфальтировано и сегодня является частью массивной мраморной эспланады.

### XXI век
В XXI веке власти Саудовской Аравии продолжили снос исторических районов в Мекке и Медине для расширения мечетей Масджид аль-Харам и Масджид ан-Набави, а также, расширения коммерческой инфраструктуры.
Поскольку ежегодный хадж из года в год собирает миллионы людей, власти Саудовской Аравии сочли необходимым снести большие участки исторической застройки вокруг двух важных мечетей, чтобы освободить место для инфраструктуры.

## Разрушенные и повреждённые памятники
Ниже приведен список уничтоженных или повреждённых объектов культуры:

### Мечети
- Мечеть аль-Манаратайн[12].
- Мечеть и гробница имама Сайида аль-Урайди ибн Джафара аль-Садика (была разрушена динамитом 13 августа 2002 года)
- Мечеть Абу Рашида[15].
- Мечеть Салмана аль-Фарси в Медине[15].
- Мечеть Раджат аш-Шамс в Медине[15].
- Мечеть Хамзы ибн Абд аль-Мутталиба.

### Гробницы и могилы
- Кладбише аль-Баки.
- Кладбище аль-Муалла[15].
- Могила Хамиды аль-Барбарийи, матери имама Мусы аль-Кадхима.
- Могила дяди Мухаммеда Хамзы ибн Абд аль-Мутталиба и других погибших во время битвы при Ухуде[15].
- Могила Евы в Джидде[15] (была разрушена в 1928 и залита бетоном в 1975 году)
- Могила Абдуллаха, отца Мухаммеда.

### Исторические религиозные объекты
- «Дом Рождения» где, как считается, в 570 году родился Мухаммед. Поверх него Абдул-Азиз ибн Абдуррахман Аль Сауд, король-основатель современной Саудовской Аравии, построил современную библиотеку. Ныне, находится в ветхом состоянии[16].
- Дом Хадиджи, первой жены Мухаммеда. Мусульмане считают, что там Мухаммед получил одни из первых откровений. Там же родились его дети Зайнаб бинт Мухаммад, Рукайя бинт Мухаммад, Умм Кульсум бинт Мухаммад, Фатима аз-Захра, Касим и Абд-Аллах ибн Мухаммад. Был обнаружен во время расширения мечети Аль-Харам. Затем, превращен в библиотеку.
- Отель Hilton был построен на месте дома первого халифа ислама Абу Бакра.
- Дом Мухаммеда в Медине, где он жил после переселения из Мекки[15].
- Дар аль-Аркам, первая исламская школа, где преподавал Мухаммед[16]. Сейчас она находится под мечетью Аль-Харам в Мекке.
- Куббат аль-Танайя, место захоронения резца Мухаммеда, сломанного в битве при Ухуде[12].
- Машрубат Умм Ибрагим, построенный, чтобы отметить местонахождение дома, где сын Мухаммеда, Ибрагим, родился у его жены Марии.
- Купол, служивший навесом над Колодцем Замзам[15].
- "Дом скорби Фатимы, который по преданиям был построе в Медине[15].
- Дом имама Джафара ас-Садика в Медине[15].
- Комплекс махалли Бану Хашим в Мекке[15].
- Дом Али, где родились Хасан и Хусейн[15].
- Дом Хамзы[17].

### Исторические военные сооружения
- Крепость Аджад, османский замок 18 века снесен и заменен гостиницей Абрадж аль-Бейт[18].